# Квалификације за Европско првенство у фудбалу 2020 — група И
Група И квалификација за Европско првенство у фудбалу 2020. састојала се од шест репрезентација: Белгија, Русија, Шкотска, Кипар, Казахстан и Сан Марино.
Репрезентације Белгије и Русије су као првопласиране и другопласиране репрезентације избориле директан пласман на првенство, док захваљујући ранг листи УЕФА Лиге нације 2018/19. у бараж је отишла репрезентација Шкотске.

## Табела
| Легенда |
| --- |
| Репрезентације које се квалификују у првом кругу                                                                                                 |
| Репрезентација која иде у бараж захваљујући учинку у Лиги нација 2018/19. након што нису завршили на првом или другом месту табеле у првом кругу |

| Табела групе И | Табела групе И | Табела групе И | Табела групе И | Табела групе И | Табела групе И | Табела групе И | Табела групе И | Табела групе И | Табела групе И |  |         |        |         |       |           |            |  | Домаћи | Домаћи | Домаћи | Домаћи | Домаћи | Домаћи | Домаћи | Гости | Гости | Гости | Гости | Гости | Гости | Гости |
|                | Репрезентација | И              | Д              | Н              | И              | ДГ             | ПГ             | ГР             | Бод.           |  | Белгија | Русија | Шкотска | Кипар | Казахстан | Сан Марино |  | И      | Д      | Н      | И      | ДГ     | ПГ     | Бод.   | И     | Д     | Н     | И     | ДГ    | ПГ    | Бод.  |
| 1.             | Белгија        | 10             | 10             | 0              | 0              | 40             | 3              | +37            | 30             |  | -       | 3:1    | 3:0     | 6:1   | 3:0       | 9:0        |  | 5      | 5      | 0      | 0      | 24     | 2      | 15     | 5     | 5     | 0     | 0     | 16    | 1     | 15    |
| 2.             | Русија         | 10             | 8              | 0              | 2              | 33             | 8              | +25            | 24             |  | 1:4     | -      | 4:0     | 1:0   | 1:0       | 9:0        |  | 5      | 4      | 0      | 1      | 16     | 4      | 12     | 5     | 4     | 0     | 1     | 17    | 4     | 12    |
| 3.             | Шкотска        | 10             | 5              | 0              | 5              | 16             | 19             | -3             | 15             |  | 0:4     | 1:2    | -       | 2:1   | 3:1       | 6:0        |  | 5      | 3      | 0      | 2      | 12     | 8      | 9      | 5     | 2     | 0     | 3     | 4     | 11    | 6     |
| 4.             | Кипар          | 10             | 3              | 1              | 6              | 15             | 20             | -5             | 10             |  | 0:2     | 0:5    | 1:2     | -     | 1:1       | 5:0        |  | 5      | 1      | 1      | 3      | 7      | 10     | 4      | 5     | 2     | 0     | 3     | 8     | 10    | 6     |
| 5.             | Казахстан      | 10             | 3              | 1              | 6              | 13             | 17             | -4             | 10             |  | 0:2     | 0:4    | 3:0     | 1:2   | -         | 4:0        |  | 5      | 2      | 0      | 3      | 8      | 10     | 6      | 5     | 1     | 1     | 3     | 5     | 7     | 4     |
| 6.             | Сан Марино     | 10             | 0              | 0              | 10             | 1              | 51             | -50            | 0              |  | 0:4     | 0:5    | 0:2     | 0:4   | 1:3       | -          |  | 5      | 0      | 0      | 5      | 1      | 18     | 0      | 5     | 0     | 0     | 5     | 0     | 33    | 0     |

## Резултати
| Казахстан                                     | 3:0    | Шкотска |
| --------------------------------------------- | ------ | ------- |
| Перцух 6’ · Вороговскиј 10’ · Зајнутдинов 51’ | Детаљи |         |

| Кипар                                                                  | 5:0    | Сан Марино |
| ---------------------------------------------------------------------- | ------ | ---------- |
| Сотирију 19’ (пен.), 23’ (пен.) · Кусулос 26’ · Ефрем 31’ · Лаифис 56’ | Детаљи |            |

| Белгија                             | 3:1    | Русија      |
| ----------------------------------- | ------ | ----------- |
| Тилеманс 14’ · Азар 45’ (пен.), 88’ | Детаљи | Черишев 16’ |

| Казахстан | 0:4    | Русија                                                 |
| --------- | ------ | ------------------------------------------------------ |
|           | Детаљи | Черишев 19’, 45+2’ · Дзјуба 52’ · Бејсебеков 62’ (аг.) |

| Сан Марино | 0:2    | Шкотска               |
| ---------- | ------ | --------------------- |
|            | Детаљи | Маклин 4’ · Расел 74’ |

| Кипар | 0:2    | Белгија                 |
| ----- | ------ | ----------------------- |
|       | Детаљи | Азар 10’ · Батшуаји 18’ |

| Русија                                                                                               | 9:0    | Сан Марино |
| --- | ------ | ---------- |
| Цеволи 25’ (аг.) · Дзјуба 31’ (пен.), 73’, 76’, 88’ · Кудрјашов 36’ · Миранчук 41’ · Смолов 77’, 83’ | Детаљи |            |

| Белгија                               | 3:0    | Казахстан |
| ------------------------------------- | ------ | --------- |
| Мертенс 11’ · Кастањ 14’ · Лукаку 50’ | Детаљи |           |

| Шкотска                  | 2:1    | Кипар       |
| ------------------------ | ------ | ----------- |
| Робертсон 61’ · Берк 89’ | Детаљи | Кусулос 87’ |

| Казахстан                                              | 4:0    | Сан Марино |
| ------------------------------------------------------ | ------ | ---------- |
| Куат 45+1’ · Федин 62’ · Сујумбајев 65’ · Исламхан 79’ | Детаљи |            |

| Белгија                             | 3:0    | Шкотска |
| ----------------------------------- | ------ | ------- |
| Лукаку 45+1’, 57’ · де Бројне 90+2’ | Детаљи |         |

| Русија    | 1:0    | Кипар |
| --------- | ------ | ----- |
| Јонов 38’ | Детаљи |       |

| Кипар        | 1:1    | Казахстан |
| ------------ | ------ | --------- |
| Сотирију 39’ | Детаљи | Шоткин 2’ |

| Сан Марино | 0:4    | Белгија                                              |
| ---------- | ------ | ---------------------------------------------------- |
|            | Детаљи | Батшуаји 43’ (пен.), 90+2’ · Мертенс 57’ · Чадли 63’ |

| Шкотска    | 1:2    | Русија                         |
| ---------- | ------ | ------------------------------ |
| Макгин 11’ | Детаљи | Дзјуба 40’ · О’Донел 59’ (аг.) |

| Русија        | 1:0    | Казахстан |
| ------------- | ------ | --------- |
| Фернандес 89’ | Детаљи |           |

| Сан Марино | 0:4    | Кипар                                         |
| ---------- | ------ | --------------------------------------------- |
|            | Детаљи | Кусулос 2’, 73’ · Папулис 39’ · Артиматас 75’ |

| Шкотска | 0:4    | Белгија                                                      |
| ------- | ------ | ------------------------------------------------------------ |
|         | Детаљи | Лукаку 9’ · Вермаелен 24’ · Алдервајрелд 32’ · Де Бројне 82’ |

| Казахстан    | 1:2    | Кипар                    |
| ------------ | ------ | ------------------------ |
| Јерланов 34’ | Детаљи | Сотирију 73’ · Јоану 84’ |

| Белгија | 9:0    | Сан Марино |
| --- | ------ | ---------- |
| Лукаку 28’, 41’ · Чадли 31’ · Броли 35’ аг. · Алдервајрелд 43’ · Тилеманс 45+1’ · Бентеке 79’ · Вершаерен 84’ (пен.) · Кастањ 90’ | Детаљи |            |

| Русија                                      | 4:0    | Шкотска |
| ------------------------------------------- | ------ | ------- |
| Дзјуба 57’, 70’ · Оздојев 60’ · Головин 84’ | Детаљи |         |

| Казахстан | 0:2    | Белгија                   |
| --------- | ------ | ------------------------- |
|           | Детаљи | Батшуаји 21’ · Меније 53’ |

| Кипар | 0:5    | Русија                                                     |
| ----- | ------ | ---------------------------------------------------------- |
|       | Детаљи | Черишев 9’, 90+2’ · Оздојев 23’ · Дзјуба 79’ · Головин 89’ |

| Шкотска                                                             | 6:0    | Сан Марино |
| ------------------------------------------------------------------- | ------ | ---------- |
| Макгин 12’, 27’, 45+1’ · Шенкланд 65’ · Финдлеј 67’ · Армстронг 87’ | Детаљи |            |

| Кипар     | 1:2    | Шкотска                 |
| --------- | ------ | ----------------------- |
| Ефрем 47’ | Детаљи | Кристи 12’ · Макгин 53’ |

| Русија     | 1:4    | Белгија                                     |
| ---------- | ------ | ------------------------------------------- |
| Џикија 79’ | Детаљи | Т. Азар 19’ · Е. Азар 33’, 40’ · Лукаку 72’ |

| Сан Марино  | 1:3    | Казахстан                                    |
| ----------- | ------ | -------------------------------------------- |
| Берарди 77’ | Детаљи | Зајнутдинов 6’ · Сујумбајев 23’ · Шоткин 27’ |

| Белгија                                                                    | 6:1    | Кипар     |
| -------------------------------------------------------------------------- | ------ | --------- |
| Бентеке 16’, 68’ · де Бројне 36’, 42’ · Караско 44’ · Кристофору 51’ (аг.) | Детаљи | Јоану 14’ |

| Сан Марино | 0:5    | Русија                                                               |
| ---------- | ------ | -------------------------------------------------------------------- |
|            | Детаљи | Кузјајев 3’ · Петров 19’ · Миранчук 49’ · Јонов 56’ · Комличенко 78’ |

| Шкотска                         | 3:1    | Казахстан       |
| ------------------------------- | ------ | --------------- |
| Макгин 48’, 90+1’ · Нејсмит 64’ | Детаљи | Зајнутдинов 34’ |

## Стрелци
9 голова
| - Артјом Дзјуба |

7 голова
| - Ромелу Лукаку | - Џон Макгин |

5 голова
| - Еден Азар | - Денис Черишев |

4 гола
| - Кевин де Бројне - Миши Батшуаји | - Јоанис Кусулос | - Пјерос Сотирију |

3 гола
| - Кристијан Бентеке | - Бактијар Зајнутдинов |

2 гола
| - Дрис Мертенс - Јури Тилеманс - Насер Шадли - Тимоти Кастањ - Тоби Алдевејрелд | - Алексеј Шјоткин - Гафуржан Сујумбајев - Георгиос Ефрем - Николас Јоану | - Александар Головин - Алексеј Јонов - Магомед Оздојев - Фјодор Смолов |

1 гол
| - Јаник Караско - Јари Вершерен - Тома Меније - Томас Вермаелен - Торган Азар - Боржан Исламхан - Исламбек Куат - Јан Вороговски - Јуриј Пертсух - Максим Федин - Темирлан Јерланов | - Константинос Лаифис - Костакис Артиматас - Фотос Папулис - Алексеј Миранчук - Антон Миранчук - Георги Џикија - Далер Кузјајев - Марио Фернандес - Николај Комличенко - Сергеј Петров - Фјодор Кудрјашов | - Филипо Берарди - Ендру Робертсон - Кени Маклин - Лоренс Шенкланд - Оливер Бурк - Рајан Кристи - Стивен Нејсмит - Стјуарт Армстронг - Стјуарт Финдлеј - Џони Расел |

Аутогол
| - Абзал Бејсебеков (против Русије) - Кипрос Христофору (против Белгије) - Кристијан Броли (против Белгије) | - Микеле Чеволи (против Русије) - Стивен О’Донел (против Русије) |